# Guarneri
Guarneri (latinsko Guarnerius) je družinsko ime za skupino uglednih izdelovalcev godal iz Cremone v Italiji v 17. in 18. stoletju. Njihov položaj je primerljiv s položajem družin Amati in Stradivari. Nekateri najbolj znani violinisti, kot so Niccolo Paganini, Jascha Heifetz, Yehudi Menuhin, raje igrajo na guarnerke kot stradivarke. Povprečna stradivarka je močnejša, 200 Hz in 250 Hz ter nad 1,6 kHz. Violine del gesù so v povprečju večje in močnejše, od 315 Hz do 1,25 kHz. Te razlike se dojemajo kot briljantnejši zvok in močnejša osnova najnižjih tonov stradivark v primerjavi s temnejšim zvokom del gesù. 

## Predstavniki družine
- Andrea Guarneri (okoli 1626–7. december 1698) je bil vajenec v delavnici Nicola Amatija od 1641 do 1646. Nato se je med letoma 1650 do 1654 vrnil, da bi izdeloval violine za Amatija. Njegova prva glasbila temeljijo na grand amatiju, vendar s težavo dosegajo prefinjenost Amatijevih godal. Andrea Guarneri je izdelal nekaj dobrih viol, od katerih je na eno igral William Primrose (škotski violinist, 23. avgust 1904–1. maj 1982).

Dva sinova sta nadaljevala očetovo tradicijo:
- Pietro Giovanni Guarneri (Pietro iz Mantove) (18. februar 1655–26. marec 1720) je delal v očetovi delavnici okoli 1670 do svoje poroke leta 1677. Leta 1683 je šel v Mantovo, kjer je delal tudi kot glasbenik in izdelovalec violin. Njegova glasbila so večinoma boljša od očetovih, vendar so redka, ker je imel dva poklica. Joseph Szigeti (madžarski violinist, 5. september 1892–19. februar 1973) je igral eno njegovih glasbil.
- Giuseppe Giovanni Battista Guarneri (filius Andreae) (25. november 1666–1739 ali 1740), Andreev mlajši sin, se je pridružil očetovemu podjetju v Cremoni in ga podedoval leta 1698. Štejejo ga med največje oblikovalce violin, čeprav je tekmoval s Stradivarijem v vsej svoji karieri.

Giuseppe Giovanni Battista je oče dveh izdelovalcev glasbil:
- Pietro Guarneri (Pietro iz Benetk) (14. april 1695–7. april 1762) je, nezaželen pri Guarnerijevih, zapustil Cremono leta 1718 in se naselil v Benetkah. Združeval je cremonsko tehniko svojega očeta z beneško, morda je delal z Domenicom Montagnano in Carlom Annibalejem Tononijem. Njegove prve izvirne oznake iz beneškega obdobja so iz leta 1730. Njegova glasbila so redka in zelo cenjena, tako kot glasbila njegovega očeta in strica. Na njegovo violončelo je igrala Beatrice Harrison (britanska čelistka, 9. december 1892– 10. marec 1965).
- Bartolomeo Giuseppe Guarneri (del Gesù) (21 avgust 1698–17. oktober 1744) je bil razglašen za največjega izdelovalca violin vseh časov. Giuseppe je znan kot del Gesù ("Jezus"), ker so njegove oznake vedno vključevale znake I.H.S. (jota, eta, sigma, grška kratica, kristogram). Njegova glasbila so se razlikovala od družinske tradicije, razvil je svoj slog, drugi po kakovosti za Stradivarijem, nekateri trdijo, da celo boljši. Najljubše glasbilo znamenitega violinista Niccola Paganinija je bila violina cannone guarnerius, Guarnerijeva violina iz leta 1743. Violina lord wilton, Guarnerijeva violina iz leta 1742 je bila v lasti  Yehudija Menuhina.

Na Guarnerijeve violine so igrali tudi: Arthur Grumiaux, Jascha Heifetz, Leonid Kogan, Kyung Wha Chung, Michael Rabin, Joseph Silverstein, Isaac Stern, Pinchasa Zukerman, Charles Fleischman, Robert McDuffie, Itzhak Perlman, Midori Goto, Rachel Barton Pine, Henryk Szeryng, Sarah Chang, Leila Josefowicz in pokojni Eugene Fodor.
Zgodovina družine Guarneri je delno nejasna. Anthony J. Guarnieri piše: "Giuseppe del Gesú in Peter v Benetkah sta bila morda bratranca, ne brata, in Peter iz Benetk bi lahko bil sin Petra iz Mantove."
Giovanni de Piccolellis je leta 1885 iskal po arhivih v cerkvi svetega Donata v Cremoni, da bi našel podatke o družini Guarneri. Njegove ugotovitve, objavljene leta 1886 v rokopisu z naslovom LIUTAI ANTICHI e MODERNI, objavljen na spletu v .pdf formatu na Google Books, jasno kaže, da je bil Joseph Guarneri 'del Gesú' sin Giana Battiste Guarnerija, ki je bil v resnici mlajši brat Andree Guarnerija."

## Dejstva
Guarnerijeva violina je osrednji predmet v enem od romanov o inšpektorju Montabanu Andrea Camillerija La Voce del violino (Glas violine).
Poleti leta 2010 je bila violina vieuxtemps Bartolomea Giuseppeja Guarnerija, narejena leta 1741, na dražbi z začetno ceno 18 milijonov $, kar je najvišja postavljena cena do zdaj za glasbilo. Violina je bila kasneje prodana za neznano vsoto in Anne Akiko Meyers jo je dobila v uporabo do smrti. 